# Nischengrab (Archäologie)
Als Nischengrab wird in der Archäologie eine Bestattung bezeichnet, bei der in die Wand der Grabgrube noch eine oder mehrere zusätzliche Nischen eingebracht worden sind. Oft enthalten die Nischen Grabbeigaben. Derartige Nischengräber sind beispielsweise aus unterschiedlichen Regionen des römischen Reiches, aber auch noch aus dem Frühmittelalter bekannt.

## Römisches Reich
Die Verbreitung von Nischengräbern im römischen Reich ist nicht einheitlich. Sie sind beispielsweise in Köln, in den städtischen Gräberfeldern der antiken Colonia Claudia Ara Agrippinensium recht häufig; auch im näheren städtischen Umland kommen sie dort auf vielen kleineren und größeren Friedhöfen vor. Nachgewiesen sind sie sowohl bei militärisch genutzten Anlagen, etwa dem Bonner Militärlager, bei kleineren Zivilsiedlungen (vici) und bei Gutshöfen.
Auf einzelnen Gräberfeldern kann der Anteil der Bestattungen mit seitlichen Nischen hier über 25 % liegen. In anderen Regionen fehlen solche Nischen hingegen weitgehend, oder ihre Anteil an der Gesamtzahl der Bestattungen einer Nekropole ist sehr klein.

### Köln und der Kölner Raum
In Köln und dem Kölner Raum sind Nischengräber seit dem 1. Jahrhundert n. Chr. nachzuweisen, in dieser Zeit waren hier zunächst Brandbestattungen üblich. Seit dem Ende des 2. Jahrhunderts treten zunächst in geringer Zahl, im Verlauf des 3. Jahrhunderts häufiger Körpergräber auf. In der Spätantike wird die Körperbestattung üblich. Grabnischen sind hier noch bis ins 5. Jahrhundert nachweisbar.
Nischen gehören zu unterschiedlichen Arten von Brandgräbern, etwa zu Busta, Brandschüttungsgräbern oder Aschenkisten. Bei Körpergräbern wurden sie sowohl neben einfachen Sargbestattungen, bei Bleisärgen wie auch bei Sarkophagen angelegt. Es können eine oder auch mehrere Nischen zu einem Grab gehören. Die Lage war offenbar nicht verbindlich festgelegt, Nischen finden sich sowohl an den Längs- wie auch an den Schmalseiten der Gräber. Gelegentlich sind die Nischen vom Grabschacht mit einem Dachziegel abgesetzt. Meist befinden sich die Nischen oberhalb der Grabsohle, manchmal nur wenige Zentimeter, gelegentlich aber auch ein Meter oder mehr. Wenn Bestattungen nur noch in einer geringen Tiefe erhalten sind, ist daher oft nicht zu entscheiden, ob eine oder mehrere Nischen unerkannt (zum Beispiel durch Erosion) zerstört worden sind.
Oft, aber nicht immer wurden Beigaben in den Nischen entdeckt. Bei wenigen Brandbestattungen ist auch Leichenbrand in den Grabnischen nachgewiesen.

## Frühmittelalter
In einigen frühmittelalterlichen Gräberfeldern kommen ebenfalls Nischengräber vor, so wurden in Hemmingen zehn Bestattungen mit seitlichen Beigabennischen gefunden.